# Partido Democrático (Chile, 1962-1965)
El Partido Democrático de Chile fue un partido político chileno, existente entre 1962 y 1965.

## Historia
Fue fundado el 6 de abril de 1962 por militantes del Partido Democrático que no se sumaron a la formación del Partido Democrático Nacional (PADENA) en 1960. Al momento de constituirse, el presidente del partido era Guillermo Gruss Mayers, a los que se sumaban dirigentes como Héctor Estay, Salvador García y Enzo Castro. Su símbolo era una estrella blanca en fondo rojo, acompañado de la sigla "PD".
La colectividad surgió durante el gobierno del independiente de centroderecha Jorge Alessandri Rodríguez, logrando tímidos acercamientos con su figura. En las elecciones municipales de 1963 presentó candidatos en las provincias de Santiago, Valparaíso, Talca y Malleco, obteniendo un poco menos de 20 mil votos y consiguiendo la elección de un solo regidor.
En 1963, antes de la elección presidencial de 1964, el partido se sumó al oficialista Frente Democrático de Chile y apoyó al radical Julio Durán. La coalición desapareció al poco tiempo, luego que los liberales y conservadores se plegaran a la campaña de Eduardo Frei Montalva (PDC), pero el Partido Democrático siguió respaldando oficialmente a Durán. A pesar de esto, un sector disidente también se plegó a la postulación de Frei. Esta facción —que finalmente se quedó con el nombre y estructura principal del conglomerado tras una decisión del Director del Registro Electoral— se unió al Partido Socialista del Pueblo y al Movimiento Nacional de Izquierda para formar el Partido Democrático Socialista, organización circunstancial que no existió legalmente.
Una vez realizadas las elecciones, que fueron ganadas por Frei, las facciones se unieron para presentarse en las parlamentarias de 1965, donde lograron un pobre resultado. Tras esto, el 31 de mayo del mismo año el Partido Democrático fue disuelto por la Dirección del Registro Electoral y algunos de sus militantes se sumaron al PADENA.

## Resultados electorales

### Elecciones parlamentarias
|  | 0,06 % |

|  | 0,42 % |

|  | 0,94 % |

### Elecciones municipales
| Elección | Votos  | % de votos      | Regidores |
| -------- | ------ | --------------- | --------- |
| 1963     | 16 196 | \| \| 0,81 % \| | 1/1600    |
|          | 0,81 % |                 |           |